# Wędzidełko łechtaczki

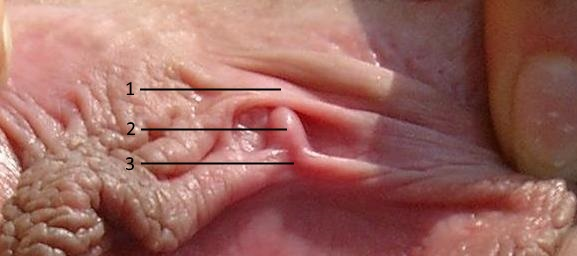
Srom i zewnętrzne części łechtaczki:
3. Wędzidełko łechtaczki

Wędzidełko łechtaczki (łac. frenulum clitoridis) – w anatomii człowieka parzysty fałd skórny, który stanowi fragment przedniej części wargi sromowej mniejszej. Wędzidełka łechtaczki łączą się ze sobą w płaszczyźnie pośrodkowej i obejmują od dołu łechtaczkę. Przednie ograniczenie przedsionka pochwy.